# Domoni
Domoni là thành phố lớn thứ hai trên đảo Anjouan thuộc Comoros, nằm trên bờ biển phía đông của hòn đảo. Đây là thủ phủ của hòn đảo trong quá khứ trong khi thủ phủ hiện tại là Mutsamudu.

## Lịch sử
Vào thời cổ đại, Domoni là thủ đô của các quốc vương Nzwani. Theo các phát hiện khảo cổ, thành phố được thành lập vào thế kỷ 12. Domoni đã là một trung tâm thương mại hưng thịnh vào thế kỷ 15 và buôn bán với các nước khác ở châu Phi, Ba Tư, Ả Rập và Ấn Độ. Các hiện vật khảo cổ cũng cho thấy giao thương đến tận Nhật Bản. Ibn Majid Ibn, một nhà hàng hải thường xuyên đi lại trong khu vực này và là người đã giúp Vasco da Gama đến Ấn Độ, khẳng định cảng này là một trung tâm thương mại lớn. Nó được cai trị vào thế kỷ 16 bởi nhiều tù trưởng (được gọi là Feni), những người kiểm soát các phần khác nhau của hòn đảo. Cho đến cuối thế kỷ 18, nó là thủ đô của vương triều Anjouan. Đây là nơi sinh sống của một lượng lớn người chirazienne (Shirazi), những người thuộc dòng dõi quý tộc Sunni nhập cư từ Shiraz, Ba Tư, giữa thế kỷ 14 và 18.
Các cuộc tranh chấp nội bộ giữa các thủ lĩnh của Anjouan khiến họ phải kêu gọi người châu Âu dàn xếp một thỏa thuận hòa bình. Sau đó, Pháp đã thành lập chính quyền bảo hộ ở Comoros, bao gồm Anjoan, vào năm 1886. Đến năm 1909, họ đã biến nó thành thuộc địa. Năm 1975, Cộng hòa Comoros được thành lập. Tổng thống đầu tiên của nước Cộng hòa là Ahmed Abdallah, người đến từ Domoni và có lăng mộ cũng nằm ở đó. Có những biến động chính trị ở khu vực này vào năm 1997. Đến năm 2008, một cuộc nổi dậy bùng lên ở Domoni, nhưng đã bị dập tắt.

## Địa lý và khí hậu

Domoni nằm trên bờ biển phía đông của Anjouan

Domoni nằm trên bờ biển phía đông của Anjouan. Sông Ajajo đổ ra biển ở phía nam. Văo năm 2008, dân số của thành phố là 15.351 người. Thị trấn Bambao nằm cách 6 km (3,7 mi) về phía bắc. Khu phố cổ có ba phần: Hari ya muji, Maweni và Momoni.

Nhiệt độ trung bình tối đa và tối thiểu được ghi nhận lần lượt là 23 °C (73 °F) vào tháng 12 và 15 °C (59 °F) vào tháng 8. Lượng mưa trung bình hàng năm được ghi nhận là 1.059 mm (41,7 in) với tối đa là 264 mm (10,4 in) vào tháng 12 và tối thiểu là 23 mm (0,91 in) vào tháng 7.
| Dữ liệu khí hậu của Domoni, Comoros | Dữ liệu khí hậu của Domoni, Comoros | Dữ liệu khí hậu của Domoni, Comoros | Dữ liệu khí hậu của Domoni, Comoros | Dữ liệu khí hậu của Domoni, Comoros | Dữ liệu khí hậu của Domoni, Comoros | Dữ liệu khí hậu của Domoni, Comoros | Dữ liệu khí hậu của Domoni, Comoros | Dữ liệu khí hậu của Domoni, Comoros | Dữ liệu khí hậu của Domoni, Comoros | Dữ liệu khí hậu của Domoni, Comoros | Dữ liệu khí hậu của Domoni, Comoros | Dữ liệu khí hậu của Domoni, Comoros | Dữ liệu khí hậu của Domoni, Comoros |
| Tháng                               | 1                                   | 2                                   | 3                                   | 4                                   | 5                                   | 6                                   | 7                                   | 8                                   | 9                                   | 10                                  | 11                                  | 12                                  | Năm                                 |
| ----------------------------------- | ----------------------------------- | ----------------------------------- | ----------------------------------- | ----------------------------------- | ----------------------------------- | ----------------------------------- | ----------------------------------- | ----------------------------------- | ----------------------------------- | ----------------------------------- | ----------------------------------- | ----------------------------------- | ----------------------------------- |
| Cao kỉ lục °C (°F)                  | 22 (72)                             | 21 (70)                             | 20 (68)                             | 21 (70)                             | 19 (66)                             | 22 (72)                             | 20 (68)                             | 19 (66)                             | 18 (64)                             | 21 (70)                             | 21 (70)                             | 23 (73)                             | 23 (73)                             |
| Tối thiểu trung bình ngày °C (°F)   | 18 (64)                             | 18 (64)                             | 16 (61)                             | 16 (61)                             | 16 (61)                             | 16 (61)                             | 15 (59)                             | 15 (59)                             | 16 (61)                             | 16 (61)                             | 17 (63)                             | 17 (63)                             | 15.0 (59.0)                         |
| Lượng mưa trung bình mm (inches)    | 222 (8.7)                           | 171 (6.7)                           | 111 (4.4)                           | 102 (4.0)                           | 42 (1.7)                            | 15 (0.6)                            | 36 (1.4)                            | 15 (0.6)                            | 24 (0.9)                            | 15 (0.6)                            | 42 (1.7)                            | 264 (10.4)                          | 1.059 (41.7)                        |
| Nguồn: World Weather Online         |                                     |                                     |                                     |                                     |                                     |                                     |                                     |                                     |                                     |                                     |                                     |                                     |                                     |

## Địa danh
Các vết dầu loang và rác rưởi đã ảnh hưởng đến chất lượng mỹ quan của khu vực bờ biển. Các bức tường bảo vệ được xây dựng làm công sự xung quanh thành phố nhằm ngăn chặn các cuộc tấn công của cướp biển Malagasy. Một tòa tháp trong công sự này đang trong tình trạng đổ nát.
Tòa nhà bằng đá đầu tiên ở Domoni được xây dựng vào giữa thế kỷ 13. Những ngôi nhà cổ được xây dựng bởi người Shirazi đến từ Ba Tư, vẫn còn tồn tại trong thành phố. Các nhà thờ Hồi giáo đầu tiên được xây dựng trong thế kỷ 11 và 12 và được tái xây dựng vào thế kỷ 13. Đến thế kỷ 14 và 15, chúng đã được mở rộng đáng kể. Một trong những nhà thờ Hồi giáo như vậy là Mkiri wa Shirazi, còn được gọi là Nhà thờ Hồi giáo Shirazi. Các nhà thờ Hồi giáo trong thành phố được xây dựng bằng đá xây trên nền móng được nâng lên. Trong khi hầu hết các nhà thờ Hồi giáo có một mihrab hướng về Mecca, thì Nhà thờ Hồi giáo Shirazi được phân biệt bởi có hai mihrab. Nhà thờ Hồi giáo Thứ Sáu của thành phố có tòa tháp cao nhất trên đảo, hình chữ nhật. Trung tâm thành phố, được gọi là Hari ya Muzhi, là nơi tổ chức các hoạt động công cộng từ thế kỷ 16 trở đi. Đây là khu vực có quảng trường chính và một số lượng lớn các dinh thự của thành phố. Lăng mộ của tổng thống Ahmed Abdallah Abderemane, người bị ám sát năm 1989 bởi một vệ sĩ của chính ông, có màu trắng và bao gồm bốn tháp cao.
Thành phố được biết đến với những cung điện và dinh thự của thế kỷ 16 và 18, với một mê cung những ngôi nhà với những cánh cửa gỗ chạm khắc kiểu Swahili. Cửa ra vào trong các dinh thự đều có họa tiết điêu khắc trên đá. Các tòa nhà bằng đá trong thành phố thường có mái tranh trên sân hiên của chúng.

## Văn hóa
Thành phố nổi tiếng với các tác phẩm chạm khắc bằng gỗ. Những bức tranh thêu được thực hiện bởi những người thợ thủ công địa phương. Một cảnh tượng đầy màu sắc được nhìn thấy trong thành phố là những người phụ nữ thoa bột đàn hương lên mặt nhau khi ngồi trên cầu thang của các ngôi nhà. Văn hóa của Domoni được mô tả trong hai tác phẩm của các học giả từ Đại học Bang Kansas, Hôn nhân ở Domoni của Martin Ottenheimer và Âm nhạc tại Quần đảo Comoros - Domoni của Martin và Harriet Ottenheimer. Phụ nữ chơi nhạc bằng cách sử dụng gáo dừa, cồng chiêng và gậy, cũng như chơi tari (trống khung); nam giới chơi các nhạc cụ khác nhau như fumba, dori, và msindio (trống), cùng với gabus (đàn luýt), mzumara (lưỡi gà kép), nkayamba (lục lạc) và ndzedze (đàn tranh). Lễ cưới có một buổi biểu diễn với hình thức đấu bò, bằng chứng về sự hiện diện trong lịch sử của người Bồ Đào Nha tại Domoni.
Thành phố đã chứng kiến một số vụ xung đột tôn giáo. Các vụ quấy rối tôn giáo đối với người theo đạo Thiên chúa trong khuôn viên của các nhà thờ Hồi giáo ở Domoni đã được báo cáo. Vào tháng 4 năm 2001, các nhà lãnh đạo của cộng đồng Cơ đốc giáo bị các nhóm người Hồi giáo thẩm vấn và đe dọa. Trong một sự cố, cha của một nhà lãnh đạo Cơ đốc phải nộp phạt và cả gia đình phải sống lưu vong khỏi Domoni trong một tháng.